# Can Roca (Pardines)
Can Roca és una masia del municipi de Pardines (Ripollès) inclosa en l'Inventari del Patrimoni Arquitectònic de Catalunya.
El conjunt està format per tres edificis de planta rectangular units per la testa arreceren l'era. És un mas situat en un altiplà. És dels pocs exemples de casa de muntanya en què no s'aprofita la topografia per accedir a les diverses plantes de l'edifici. La pedra configura una bella textura sobre la qual destaca l'ús de la tosca en arcs i llindes.